# 金有美
金有美（韓語：김유미，1979年10月12日—），或譯金由美，韓國女演員。

## 演出作品

### 電視劇
- 2000年：SBS《特攻警察隊》飾演 鄭丹菲
- 2000年：SBS《天使的憤怒》飾演 恩河
- 2001年：MBC《商道》飾演 尹采淵
- 2002年：MBC《羅曼史》飾演 崔潤希
- 2002年：KBS《太陽人李濟馬》飾演 雪兒
- 2003年：MBC《我的威風女友》飾演 李金熙
- 2003年：KBS《珍珠項鍊》飾演 朴蘭珠
- 2006年：SBS《獨身天下》飾演 南正婉
- 2008年：OCN《不要追究過去》飾演 鄭善熙
- 2008年：MBC《愛你，別哭》飾演 在晞（特別演出）
- 2008年：SBS《神的天秤》飾演 申英珠
- 2009年：MBC《過得有滋有味》飾演 洪敏秀
- 2012年：MBC《武神》飾演 崔瑀的後妻
- 2013年：JTBC《無情都市》飾演 李珍淑
- 2014年：JTBC《我們可以相愛嗎》飾演 金善美
- 2019年：tvN 《羅曼史別冊附錄》飾演 高有善
- 2021年：KBS 《你好？是我！》飾演 吳智誾
- 2021年：JTBC《直到天亮》
- 2023年：tvN 《今生也請多指教》飾演 趙柔善（特別出演）
- 2023年：SBS《全國死刑公投》飾演 閔智英
- 2023年：Netflix《我的女神室友斗娜》飾演 馬代表
- 2025年：TVING《親愛的X》飾演 黃智善

### 電影
- 2002年：《鬼鈴》
- 2004年：《靈異人形館》
- 2005年：《The Windmill Palm Grove》
- 2006年：《Detective Mr.Gong》
- 2007年：《生人解剖》
- 2013年：《Red Family》
- 2013年：《黑色福音》
- 2016年：《黑色福音2》

### MV
- 2007年：Bubble Sisters《愛情塵埃》（與在喜）
- 2008年：李秀英《短髮》（與朴建炯）
- 2008年：Peter《Showman》

## 獲獎
- 2000年：SBS演技大賞－新人獎（特工警察隊、天使的憤怒）
- 2002年：KBS演技大賞－新人獎（太陽人李濟馬）

## 外部連結
- 官方網站